# آلفونسو گوتیرس
آلفونسو گوتیرس (اسپانیایی: Alfonso Gutiérrez‎؛ زادهٔ ۱۷ نوامبر ۱۹۶۱) دوچرخه‌سوار اهل اسپانیا است. وی در مسابقات تور دو فرانس و جیرو دیتالیا شرکت کرده است.